# Rio Birțu
O Rio Birţu é um rio da Romênia afluente do Rio Vişeu, localizado no distrito de Maramureş.